# Rafał Berliński
Rafał Berliński (ur. 5 czerwca 1976 w Płocku) – polski piłkarz występujący na pozycji defensywnego pomocnika lub bocznego obrońcy. Obecnie występuje w Sandecji Nowy Sącz, w której barwach rozegrał 38 meczów, zdobył 1 bramkę przeciwko Wiśle Płock. Gol ten był pierwszym zdobytym przez Sandecję na wyjeździe od 1992 roku w rozgrywkach pierwszej ligi. Występuje z numerem 5. 
Wcześniej reprezentował barwy CKS Czeladź, Rakowa Częstochowa, Varty Namysłów, Odry Opole, Stomilu Olsztyn, Szczakowianki Jaworzno, GKS Bełchatów, FK Haugesund, Kolejarza Stróże oraz Zagłębia Sosnowiec, którego był kapitanem.